# Shannon Wright
Shannon Wright is een Amerikaanse singer-songwriter en voormalig lid van de band Crowsdell. Wright werd geboren en bracht haar jeugd door in Jacksonville (Florida). In 1998 verhuisde ze van New York naar Chapel Hill (North Carolina), waar ze songs begon te schrijven en te spelen voor vrienden. Met hun aanmoediging stuurde ze een 4-track cassettebandje naar een vriend van een vriend die Overcoat Records oprichtte. Zij brachten haar eerste 7" A Tin Crown for the Social Bash uit. Later dat jaar tekende Wright bij Touch and Go Records uit Chicago waarop ze uiteindelijk zes albums uitbracht. In 2003 tekende Wright bij Vicious Circle (Frankrijk) waarvoor ze tot op heden platen blijft maken. In 2012 tekende Wright tevens een contract met Ernest Jennings en hier op volgend verschenen Secret Blood en In Film Sound in de Verenigde Staten.

## Biografie
FlightSafety, Wright's eerste plaat, kreeg lovende kritieken voor haar teksten en songwritingcapaciteiten. FlightSafety bestaat uit eenvoudige akkoordenschema's voor gitaar en piano met vocale melodieën. Wright speelt bijna alle instrumenten op deze release en alle andere releases na FlightSafety. 
Maps of Tacit werd opgenomen met Andy Baker en Steve Albini. Over het algemeen toont Maps of Tacit dat Wright avontuurlijker wordt als componist en als performer. Het is een duister en uitdagend werk, maar het is niet afschrikwekkend of overdreven schrijnend en het krachtige experimentalisme en de originaliteit ervan suggereren dat er nog grotere dingen in het verschiet liggen.
Perishable Goods was een gelimiteerd mini-album, samengesteld uit optredens van Alan Sparhawk van Low, Crooked Fingers en Rachel Grimes en Christian Fredrickson van Rachel's.
Dyed in the Wool werd opgenomen met Andy Baker en Steve Albini. Op het album speelden onder meer labelgenoten als Shipping News, Rachel's en Heather Macintosh mee.
Over the Sun werd opgenomen met Steve Albini. Hoewel Wright al verschillende keren met Albini had opgenomen (Maps of Tacit en Dyed in the Wool), was dit de eerste keer dat Wright en Albini samen een volledige plaat voltooiden. Dit album komt het dichtst bij het vastleggen van haar rauwe live-optredens. 
Yann Tiersen and Shannon Wright deelt 50–50 songwriting-credits met de Franse muzikant en componist Yann Tiersen.
Let in the Light werd opgenomen met Andy Baker. Wright keerde terug naar haar iets eenvoudigere instrumentatie en opnamestijl en verkent experimentele en onorthodoxe pianomelodieën met een lichte klassieke invloed. 
Op het mini-album Honeybee Girls vormen de aanwezige piano, orgel, gitaren, viool en cello een vaag maar mooi klankensemble.
In Film Sound werd in 2013 met Kevin Ratterman in Louisville (Kentucky) opgenomen. De plaat werd grotendeels live opgenomen als een trio met Todd Cook op bas en Kyle Crabtree op drums. Het is kenmerkend voor het gespannen, ongemakkelijke oeuvre waar Wright de voorkeur aan geeft, variërend van scherpe luidruchtige gitaaruitbarstingen tot stemmige elegieën in mineur (volgens "Creative Loafing").
Het album Division uit 2017 werd met David Chalmin opgenomen in Parijs en Rome in de KML Studios.

## Discografie
- 1999: Flightsafety
- 2000: Maps of Tacit
- 2001: Perishable Goods
- 2002: Dyed in the Wool
- 2004: Over the Sun
- 2007: Let in the Light
- 2007: Yann Tiersen & Shannon Wright
- 2009: Honeybee Girls
- 2010: Secret Blood
- 2013: In Film Sound
- 2017: Division
- 2019: Providence

## Filmografie
- Originele soundtrack voor de film Les Confins du Monde – To the Ends of the World. Geregisseerd door: Guillaume Nicloux. Met Gaspard Ulliel. Vertoond op het Filmfestival van Cannes 2018 in de rubriek Directors' Fortnight.
- Originele soundtrack door Shannon Wright voor de documentaire Homemade.

## Andere werken
- Wright leverde songs voor The Key, een 2007 Franse thriller geregisseerd door Guillaume Nicloux en met Guillaume Canet.
- Wright leverde zang voor Last Things Last op Systems/Layers voor de band Rachel's.
- Wright coverde The Bee Gees song I Started a Joke op de ep Perishable Goods
- Wright coverde The Smiths song Asleep op beide A Junior Hymn/Asleep en Honeybee Girls
- Wright played All Tomorrow's Parties in 2002 UK samengesteld door Shellac, in 2003 ATP/PACIFIC samengesteld door Matt Groening, in 2007 UK samengesteld door Dirty Three en de 2012 UK ATP weer samengesteld door Shellac
- Hinterland van Wright's Dyed in the Wool werd gebruikt in Julien Levy's film The Shape of Art to Come (2011).

- Bibliothèque nationale de France: cb14240212f (data)
- International Standard Name Identifier: 0000 0000 4919 4273
- Library of Congress Control Number: no2003118877
- MusicBrainz: d5fd4600-318d-457b-9cbb-b74633c51ed5
- Système universitaire de documentation: 235923648
- Virtual International Authority File: 46462133